# 国有林场管理局
国有林场管理局是中华人民共和国黑龙江省绥化市庆安县下辖的一个类似乡级单位。

## 行政区划
下辖以下地区：
新青山林场生活区、新立林场生活区、兴山林场生活区、大青山林场生活区、金沟林场生活区、东风林场生活区、丰收林场生活区和曙光林场生活区。